# 孙福
孙福（1940年12月—），中華人民共和國河北省人，中国人民解放军将领、中国人民解放军中将。 
1999年，授予中国人民解放军中将，曾於江澤民時期擔任第二炮兵政治部主任。 